# Gaius Charles
Gaius Charles (New York, 2 mei 1983) is een Amerikaans acteur.

## Biografie
Charles werd geboren in Manhattan (New York) en groeide op in Queens en in Teaneck waar hij de high school doorliep aan de Teaneck High School, hier haalde hij in 2001 zijn diploma. hierna ging hij studeren aan de Carnegie Mellon University in Pittsburgh waar hij zijn bachelor of fine arts haalde in drama. Charles heeft ook gestudeerd in Sydney Australië aan de National Institute of Dramatic Art.

## Filmografie

### Films
Uitgezonderd korte films.
- 2022 Alice - als Joseph
- 2021 Land of Dreams - als David
- 2016 Batman: Bad Blood - als Batwing / Luke Fox (stemmen)
- 2015 The Stanford Prison Experiment - als Paul Vogel
- 2010 Takers – als Max
- 2010 Salt – als CIA werknemer
- 2009 Toe to Toe – als Kevin
- 2009 The Messenger – als Brown

### Televisieseries
Uitgezonderd eenmalige gastrollen.
- 2023 – heden The Walking Dead: Dead City – als Perlie Armstrong – 13 afl.
- 2020 – 2022 Roswell, New Mexico – als Bronson – 5 afl.
- 2022 Queens – als Tomas – 3 afl.
- 2019 – 2020 God Friended Me – als Andrew Carver – 4 afl.
- 2017 Taken – als John – 10 afl.
- 2015 – 2016 Aquarius – als Bunchy Carter – 7 afl.
- 2012 – 2014 Grey's Anatomy – als dr. Shane Ross – 46 afl.
- 2012 Necessary Roughness – als Damon Razor – 4 afl.
- 2006 – 2008 Friday Night Lights – als Brian Williams – 41 afl.

- Gemeinsame Normdatei: 1269236733
- International Standard Name Identifier: 0000 0000 5420 259X
- Library of Congress Control Number: no2008070324
- Virtual International Authority File: 19488995
- WorldCat: E39PBJpyjrHMjJGWCFwdKMxhpP